# Galerotella
Galerotella là một chi bọ cánh cứng trong họ Chrysomelidae.
Chi này được miêu tả khoa học năm 1936 bởi Maulik.

## Các loài
Các loài trong chi này gồm:
- Galerotella euryobotryae Maulik, 1936
- Galerotella garoana Maulik, 1936
- Galerotella indicola Takizawa, 1986
- Galerotella virida (Jacoby, 1887)